# ماری آن باربیه
ماری آن باربیه (به فرانسوی: Marie-Anne Barbier) نمایش‌نامه نویس قرن هفدهم میلادی اهل فرانسه است.